# جو هيب
جو هيب (بالإنجليزية: Joe Heap)‏ هو منافس ألعاب قوى أمريكي، ولد في 26 أكتوبر 1931، وتوفي في 6 أبريل 2011.